# 土屋達雄裁判
土屋達雄裁判（つちやたつおさいばん）は、1945年12月にアメリカ軍横浜裁判で審理された、土屋達雄・元軍属を被告人とするBC級戦犯裁判。1942年11月から1944年11月の長野県の満島俘虜収容所勤務時代の、連合軍捕虜の虐待致死等の罪に問われた。土屋の裁判は、横浜裁判の第1号事件として注目された。判決は終身刑で、土屋は1951年のサンフランシスコ講和条約締結後に釈放された。

## 背景
土屋達雄は、長野県南佐久郡平賀村の出身。1938年、20歳のとき志願して松本連隊に入隊し、間もなく中国戦線に従軍、負傷して1942年9月に日本に帰国した。帰国後、病院から退院し、傷痍軍人として郷里で療養していたが、1942年12月から満島俘虜収容所に軍属として勤務し、監視員兼物資管理担当を務めていた。土屋は戦傷のため左眼にガラスの義眼を入れており、米軍捕虜たちから「リトル・グラス・アイ（義眼の小男）」というあだ名で呼ばれていた。
満島俘虜収容所は、長野県下伊那郡平岡村（現・天龍村）に置かれていた。満島俘虜収容所に収容された連合軍捕虜は、同地での熊谷組による水力発電所のダム（平岡ダム）の建設工事に使役された。

## 事件
土屋の起訴理由は8項目から成り、1942年11月から1944年11月までの間、満島俘虜収容所に監視員として勤務していたときに、
- 単独・または他の勤務者と共同で、同所に収容中の捕虜、アラン・M・コーリー少佐ほか4人に殴打・暴行を加え、米軍捕虜のロバート・ゴードン・ティーズを死亡させた[13][14]
  - 複数の捕虜仲間の供述によると、死亡したティーズ1等兵は、栄養失調と赤痢のため病臥していたが、土屋や他の監視員から節を作ったロープや棒、拳で殴打され続け、5日目に意識不明となって、死亡した[15]。
- 捕虜を向かい合わせて並ばせ、倒れるまで殴り合わせた（いわゆる「対抗びんた」をさせた）[16]
- 国際赤十字社から同所の捕虜にあてて送られてきた食糧などの救恤品を横領して私用に供した[17][14]

とされた。
戦後、米軍が、満島俘虜収容所にいた元捕虜に対して行った聴取調査の結果から、土屋は戦犯容疑者として指名手配され、1945年11月に逮捕された。
土屋の裁判は、アメリカ軍横浜裁判 のBC級戦犯第1号事件として審理されることとなり、当時の新聞各紙で報道された。

## 裁判
1945年12月18日に横浜地方裁判所で第1回公判が行われた。

### 公判
公判で、検察側は、上述の起訴理由を挙げ、特に暴行の結果、捕虜1人が死亡しているとして、死刑を求刑した。

#### 土屋の証言
土屋は、死亡したティーズ1等兵が収容所の規則に違反したため何度か平手打ちしたと認めたが、捕虜仲間たちの宣誓供述書にあったロープや棒による殴打は否認した。土屋は捕虜の氏名を覚えておらず、番号でしか識別できなかった。
また土屋は、捕虜への殴打が上官の命令によるものだったと主張したが、弁護側証人として出廷した元収容所長は暴行を命令したことを否定した。

#### ティーズ1等兵の死因
死亡したティーズ1等兵の死因について、日本の軍医による死亡診断書では死因は急性腸炎とされていた。弁護側は、ティーズ1等兵の死因について、もともと病院に入院していたため、死因が暴行によるのか病気によるのか判然とせず、当時の満島収容所（現・長野県天龍村）では病気による捕虜の死亡率が最も高かったと主張した。審理の中で、死亡診断書が軍中央からの「俘虜の死体を見て死亡診断書を作成してはならない」という指示に基づいて作成されていたことが明らかにされ、暴行を受けた直後に容体が急変し死亡したという複数の捕虜の目撃証言から、米軍の軍医によって死因は暴行によるものと推定された。

#### 宣誓供述書の証拠能力
殴打暴行容疑のうち1件は、他の勤務者3人とともに捕虜を殴打した、という内容で、「義眼の大男」と呼ばれていた監視員も含まれていたにもかかわらず、土屋以外の監視員は起訴されておらず、また証拠は宣誓供述書1件のみだった。供述書を提出した捕虜は出廷していなかったため、弁護側は反対尋問をすることができず、弁護側は動議を提出して宣誓供述書の証拠能力を争ったが、軍事委員会は動議を却下した。かわりに、元捕虜の供述を録取したうちの1人が検察官として事件を担当していたため、法廷で録取状況について尋問を受けた。

#### 「対抗びんた」
「対抗びんた」の容疑については、弁護側は日本陸軍では普段から懲戒手段として行われていた制裁であり、ジュネーブ条約では自国兵士に加える懲罰を捕虜に加えることは許容されていると主張した。検察側は、捕虜虐待に該当すると主張した。

#### 横領と虐待致死の関係
審理の最終段階で、俘虜収容所で連絡役となっていた英軍の将校の無宣誓の供述書が提出され、土屋たちが死亡したティーズ1等兵を殴打し続けた理由について、死亡の3日前にティーズが病床に国際赤十字から支給された缶詰数個を隠し持っていたのが見つかり、それをこの英軍将校が収容所の下士官に報告したところ、下士官が衣類・食料品の管理者だった土屋と相談して、ティーズに「缶詰ではなく、シャツを盗んだ」と虚偽の自白をさせるために暴行を加えた、とされていた。

### 判決
7回の公判の後、土屋は1945年12月27日に終身刑の判決を受けた。8つの起訴理由のうち、傷害致死の件と、捕虜への殴打・暴行5件のうち1件および「対抗びんた」の件が有罪と認定された。
土屋はサンフランシスコ講和条約締結後に釈放された。

## 関連事件
ティーズ1等兵の虐待致死に関しては、土屋のほかに満島俘虜収容所の警備員6人と分所長が起訴され、分所長以下5人に絞首刑の判決が下された。
また満島俘虜収容所の関連では、別事件で警備員3人が起訴されて、1人が絞首刑、1人が終身刑、1人が重労働25年の判決を受け、また満島俘虜収容所の本所にあたる東京俘虜収容所の歴代所長2人が起訴され、いずれも終身刑を宣告されている。